# Ostrava Golden Spike
Der Ostrava Golden Spike (tschechisch Zlatá tretra Ostrava) ist ein jährlich stattfindendes internationales Leichtathletikmeeting im Městský Stadion in Ostrava (Tschechische Republik).

## Geschichte
Das Sportfest findet seit 1961 statt. Von 2003 bis 2005 gehörte es zum Super Grand Prix der IAAF und danach bis 2009 zum Grand Prix. Seit 2010 es ist Teil der World-Challenge-Serie. Das Meeting wurde Bestandteil der World Athletics Continental Tour (Gold Level). 2020 musste die Veranstaltung wegen der Covid-19-Pandemie vom 22. Mai auf den 8. September verlegt werden.
Das Stadion, in welchem das Meeting stattfindet, fasst 22.000 Zuschauer und ist regelmäßig ausverkauft.
Bekannt wurde das Meeting insbesondere durch das Aufstellen neuer Weltrekorde. 
Der Tscheche Emil Zátopek schaffte es 1949, zwei Weltrekorde über 10.000 Meter aufzustellen. Er absolvierte am 11. Juni die Strecke in 29:28,2 min. Als dann Viljo Heino aus Finnland diese Zeit am 1. September um genau eine Sekunde unterbieten konnte, trat Zátopek am 22. Oktober noch einmal in Ostrava an und drückte den Weltrekord auf 29:21,2 min. 
2004 stellte der Äthiopier Kenenisa Bekele einen Weltrekord im 10.000-Meter-Lauf auf. Er benötigte dafür 26:20,31 min. Am gleichen Tag übersprang Stacy Dragila (USA) im Stabhochsprung 4,83 m und teilte sich damit den Rekord mit Jelena Issinbajewa (Russland), die im Februar 2004 bereits genauso hoch gesprungen war. 
Im Jahr 2007 stellte der Äthiopier Haile Gebrselassie einen Weltrekord im Stundenlauf auf. Mit 21.285 m übertraf er die alte Marke von Arturo Barrios (Mexiko) um 184 Meter. Auch seine Zwischenzeit nach 20.000 m von 56:25,98 min war ein Weltrekord.
Weitere (mittlerweile nicht mehr bestehende) Weltrekorde, die bei dem Meeting erzielt wurden, sind:
- 1973: 100 Meter Frauen, Renate Stecher (DDR) 10,9 s
- 1975: 100 Meter Männer, Silvio Leonard (Kuba) 9,9 s
- 1995: Stabhochsprung Frauen, Daniela Bártová (Tschechische Republik) 4,15 m
- 2002: 3000 Meter Hindernis Frauen, Alesja Turawa (Weißrussland) 9:21,72 min